# Garnarricz
Garnarricz – wieś w Armenii, w prowincji Szirak. W 2011 roku liczyła 210 mieszkańców.